# Dasyurus viverrinus
Dasyurus viverrinus är en pungdjursart som först beskrevs av George Shaw 1800. Dasyurus viverrinus ingår i släktet pungmårdar och familjen rovpungdjur. Inga underarter finns listade.

## Utseende
Arten når en kroppslängd (huvud och bål) av 35 till 45 cm, en svanslängd av 21 till 30 cm och en vikt mellan 0,6 och 1,55 kg. Den motsvarar i storleken en liten tamkatt. Pälsens färg varierar mellan svart, brun och gråaktig. På ovansidan förekommer dessutom flera vita fläckar eller punkter. Ibland är svansens spets vit. Liksom andra pungmårdar har arten en spetsig nos, en rosa näsa och skarpa tänder. I motsats till andra pungmårdar saknar Dasyurus viverrinus stortån vid bakfoten.

## Utbredning och habitat
Pungdjuret är endemiskt på ön Tasmanien och på Bruny Island söder om Australien. Arten vistas där i nästan alla habitat. Tidigare fanns arten även på Australiens fastland i delstaterna South Australia, Victoria och New South Wales. Den sista kända individen på fastlandet dog 1963 i en trafikolycka. Dasyurus viverrinus lever bland annat i mera torra skogar, i gräsmarker, på jordbruksmark, i hedområden och i myr men den undviker regnskogar.

## Ekologi
Arten är främst aktiv på natten och ibland är den dagaktiv. Den vilar i bergssprickor eller i håligheter under trädrötter. Dasyurus viverrinus jagar huvudsakligen insekter och små ryggradsdjur som gnagare, hardjur och andra pungdjur. Den äter även frukter, andra växtdelar och kadaver. Bönder på Tasmanien påstår dessutom att Dasyurus viverrinus dödar fjäderfä och andra husdjur men det är oftast sjuka eller svaga individer som faller offer.
Fortplantningstiden sträcker sig från senare hösten till tidiga vintern, mellan maj och augusti på södra jordklotet. Dräktigheten varar 20 till 24 dagar och sedan föds upp till 30 underutvecklade ungar. Honan har bara 6 till 8 spenar i pungen (marsupium) och därför dör de flesta ungar kort efter födelsen. De ungar som får plats vid en spene diar sin mor cirka 18 veckor men redan efter 8 veckor vistas de tidvis utanför pungen. Den genomsnittliga livslängden i naturen uppskattas vara 5 år och med människans vård kan Dasyurus viverrinus leva nästan 7 år.

## Status
Introducerade konkurrenter eller fiender som hundar, rödrävar och tamkatter är ett hot för artens bestånd. Däremot är inte helt utrett om de helt var ansvarig för pungmårdens utdöende på fastlandet. Kanske var även sjukdomar inblandade. Populationen på Tasmanien anses vara stabil. IUCN kategoriserar arten globalt som nära hotad.

## Bildgalleri

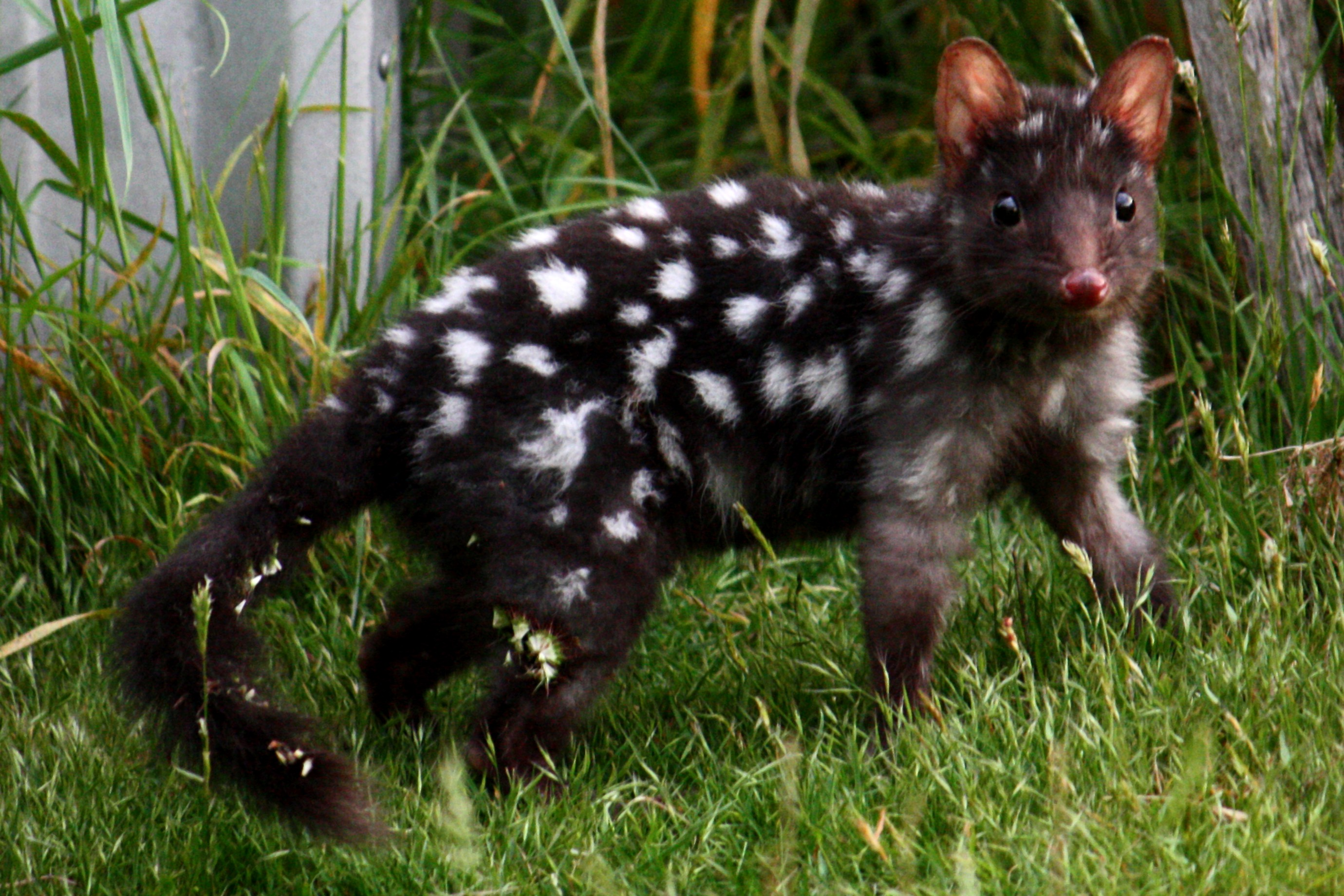
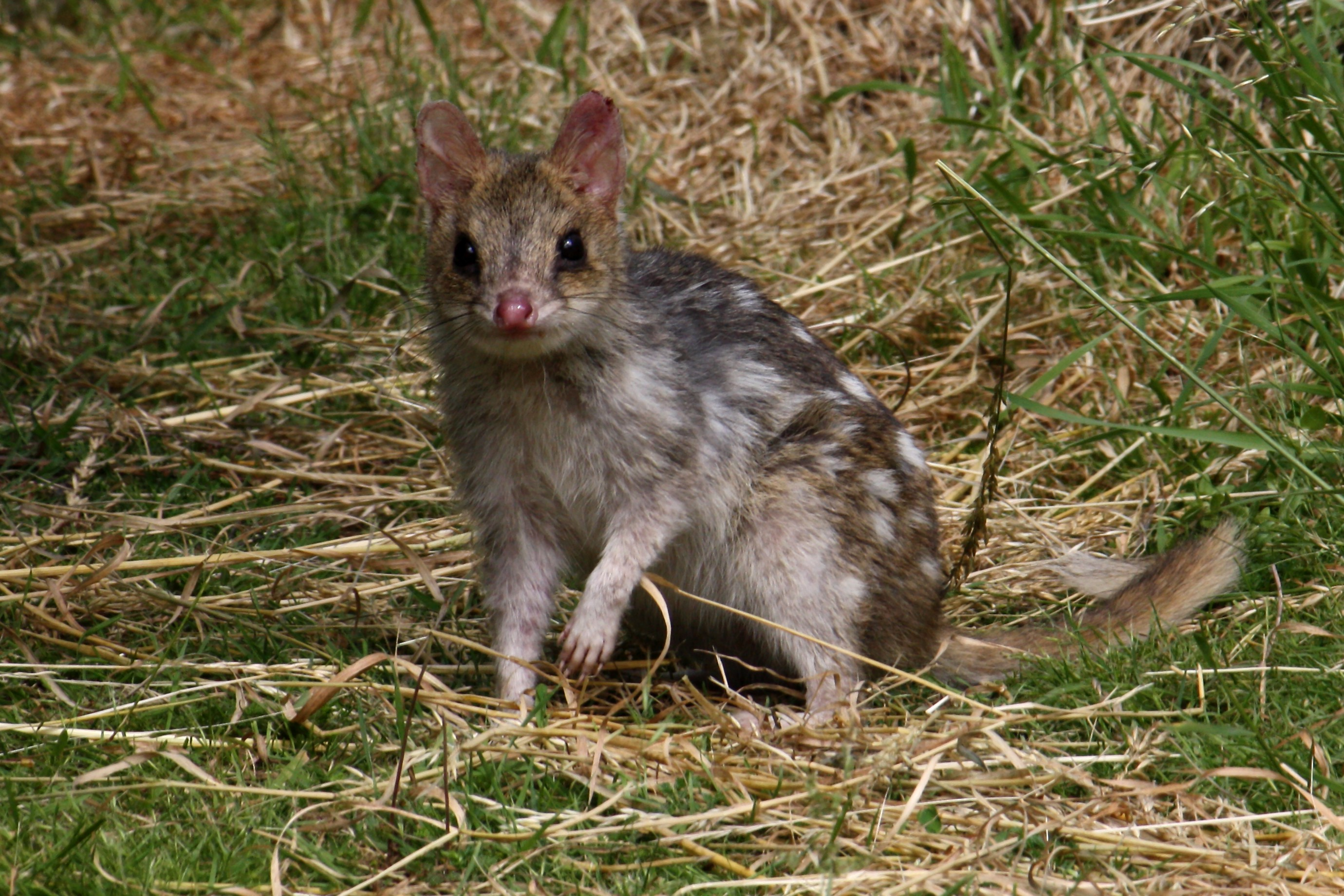
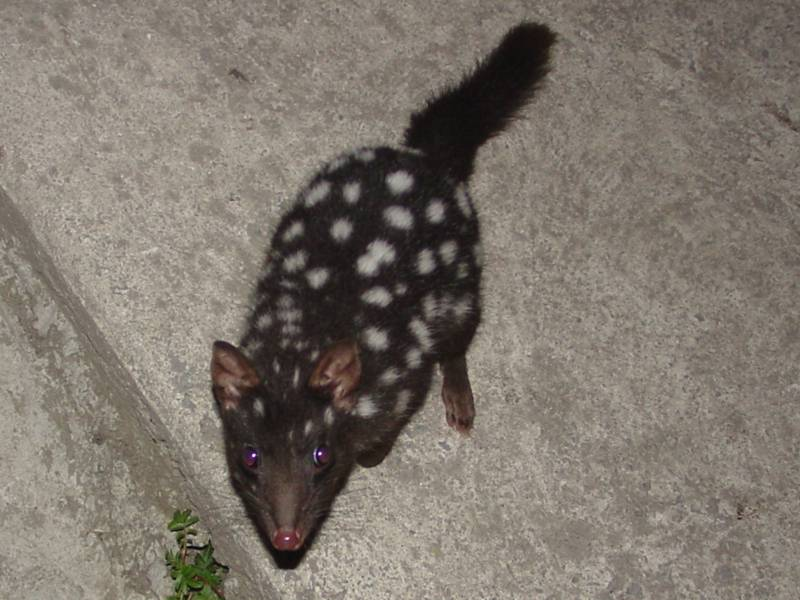
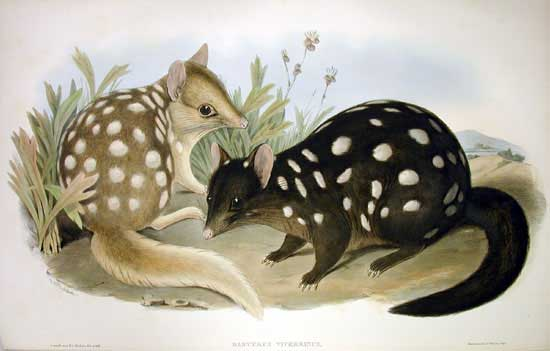
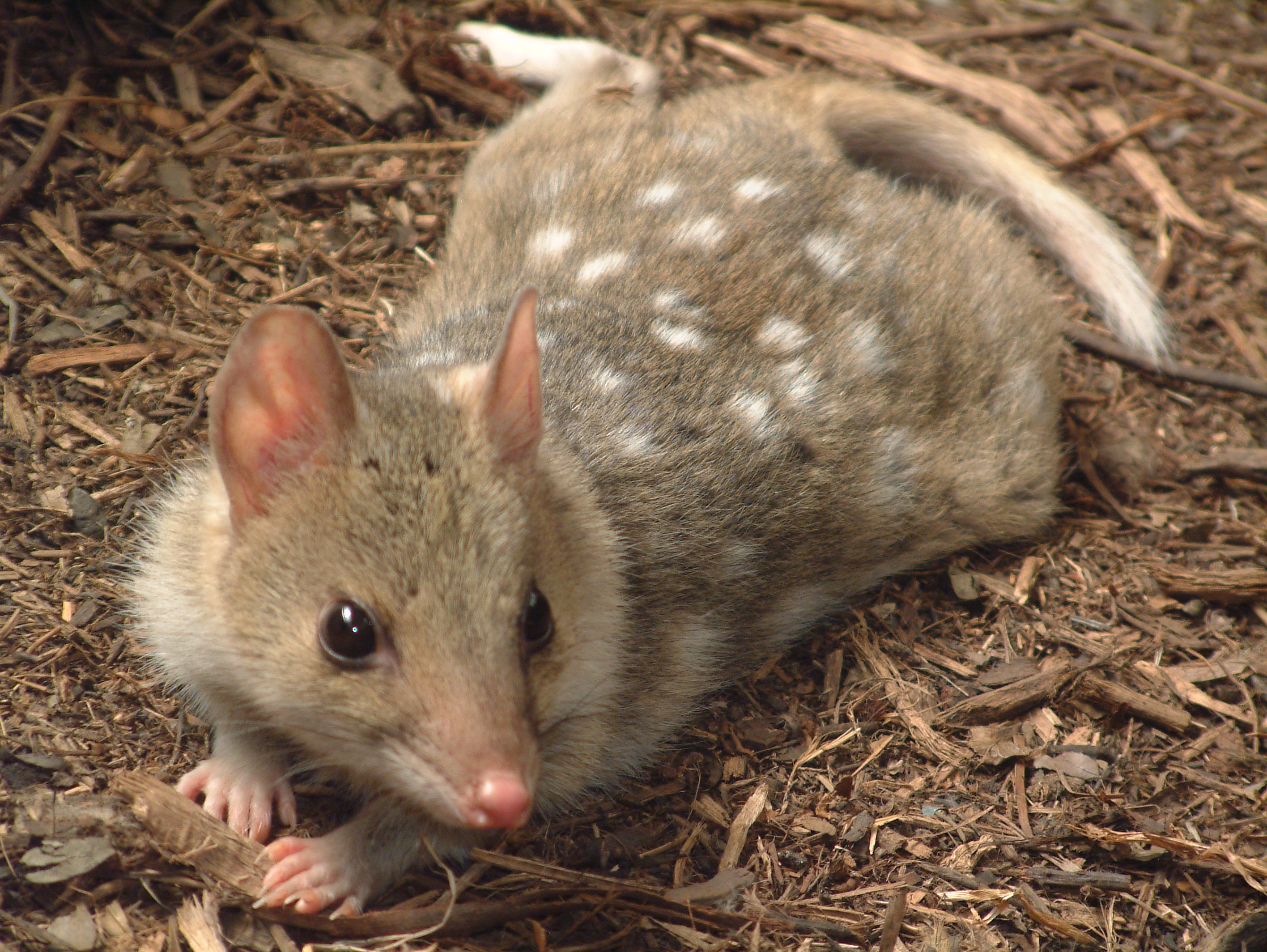